# Rossenbach (Morsbach)
Rossenbach ist ein Ortsteil von Morsbach im Oberbergischen Kreis im südlichen Nordrhein-Westfalen innerhalb des Regierungsbezirks Köln.

## Lage und Beschreibung
In ländlicher, waldreicher Umgebung liegt Rossenbach am südlichsten Zipfel des Oberbergischen Kreises. Nächste größere Städte sind Gummersbach (38 km), Siegen (35 km) und Köln (75 km).
Benachbarte Ortsteile sind Böcklingen im Norden, Euelsloch im Nordosten, Heide im Süden und Hahn im Westen. 

## Geschichte

### Erstnennung
1575 wurde der Ort das erste Mal urkundlich erwähnt, und zwar „Ort in der Karte von A. Mercator “ 
Die Schreibweise der Erstnennung war Roßenbach.